# Erebia melancholica
Erebia melancholica är en fjärilsart som beskrevs av Herrich-Schäffer 1850. Erebia melancholica ingår i släktet Erebia och familjen praktfjärilar. Inga underarter finns listade i Catalogue of Life.